# Jakobinska cerkev
Jakobinska cerkev je neposvečena rimokatoliška cerkev v Toulousu v Franciji. Je velika opečna stavba, katere gradnja se je začela leta 1230 in katere arhitektura je vplivala na razvoj Gothique méridional (južnofrancoskega gotskega sloga). Tam so shranjene relikvije Tomaža Akvinskega. V dveh stoletjih po razpadu dominikanskega reda v času francoske revolucije je služila različnim namenom, preden je v 20. stoletju doživela večjo obnovo. V začetku 21. stoletja je bila delno spremenjena v muzej.

## Ime
Ime Jacobinska je vzdevek, ki so ga v srednjem veku dali dominikanskemu redu. Njihov prvi samostan v Parizu je bil v rue Saint-Jacques, (latinsko Jacobus) in to ime se je prijelo samega reda .

## Zgodovina

### Prva cerkev
V Languedocu v zgodnjem 13. stoletju je bil katarizem, ki ga je katoliška cerkev štela za krivoverstvo, močan in naraščajoč . Leta 1215 je bodoči sveti Dominik v Toulousu ustanovil majhno skupnost samostanskih pridigarjev za boj proti krivoverstvu, leta 1230 pa so bratje začeli graditi majhno cerkev, v kateri bodo pridigali. Zgrajena v celoti iz rožnate rimske opeke, je bila ta prva zgradba  pol dolžine in pol višine manjša od sedanje cerkve in zelo preprostega tlorisa, v skladu z zaobljubo reda. Sestavljena je bila iz dvojne ladje, ena stran za menihe in ena za kongregacijo, ločenih s stebri in zasloni .

### Razširitev
V naslednjem stoletju, kot je kongregacija rastla, so cerkev širili in krasili. Med letoma 1245 in 1252 so jo razširili z dodatkom kora. Med leti 1275 in 1292 se je povečala višina kora in zgradil obokan strop. Kot odgovor na tehnične težave, ki so nastale z ustvarjanjem obokanega stropa za nov prostor, so gradbeniki v sredino postavili en prevelik steber, iz katerega so rebra sevala navzven v vse smeri. Ta značilnost je postala znana kot Le Palmier des Jacobins, Jakobinska palma.
Med letoma 1275 in 1315 so višino kora spet povečali, nad kapelami pa so se postavili visoka okna. V tem času so dodali tudi sedemnadstropni zvonik. Z letom 1325 se je začela gradnja višjega obokanega stropa za ladjo, da bi jo lahko uskladili s korom. Zadnja sprememba stoletne širitve cerkve je bila med letoma 1335 in 1341, to je postavitev kapele svetega Antonina (ločeno od same cerkve). 

### Relikvije
Tomaž Akvinski, med drugimi deli avtor Summa Theologiae in kanoniziran leta 1323, je bil član dominikanskega reda. Leta 1368 je papež Urban V. odredil, da se njegovi posmrtni ostanki prenesejo iz Italije, kjer je umrl, v Jakobinssko matično cerkev reda. Ko so prispeli leta 1369, so jih postavili v kamniti relikviarij poleg oltarja. Po preselitvi v baziliko sv. Saturnina v času revolucije, so bili leta 1974, ko je bila končana obnova, vrnjeni v Jakobinsko cerkev .

### Razpustitev
Po francoski revoluciji leta 1789 je bil dominikanski red prepovedan, bratje so bili prisiljeni oditi. Leta 1804 je samostanski kompleks, vključno s cerkvijo, postal last mesta Toulouse, leta 1810 pa je cesar Napoleon cerkev obnovil in jo preuredil v vojašnico. Namestili so stropove za ustvarjanje zgornjih nadstropij za spalnice, hlevi in oborožitev pa so zasedali pritličje. V obdobju, ko je stavba služila kot kasarna, so bili uničeni vitraji, srednjeveške slike v koru pa prebeljene .

### Spomenik in muzej
Državljani, ki so bili zgroženi nad uničenjem, so leta 1861 uspeli vojsko prepričati, da se preseli v nove vojašnice. V naslednjih letih je bila v stavbi postavljena razstava umetnosti in industrije (1865), od leta 1872 je učencem bližnjega Lycée Fermat služila kot igrišče in kasneje kot varno skladišče zakladov iz pariških muzejev med prvo svetovno vojno.
V 20. stoletju je bilo izvedenih več obnovitvenih del. Leta 1905 so odstranili strope, ki jih postavila vojska; od leta 1923 so bila odkrita okna in nameščeni vitraji; med letoma 1953 in 1963 so obnovili kapele; med letoma 1965 in 1974 so odstranili belež, ki je pokrival srednjeveške zidove. Danes stavba deluje kot muzej.

## Arhitektura
Okrogel lok ob vznožju južne strani je ostanek prvotne romanske cerkve, tri trdni oporniki pa ustrezajo dvoladijski postavitvi notranjosti, ki se je obdržala, ko so cerkev širili. Velja, da so bili Jakobinci vodilni v razvoju Gothique méridional (južnofrancoske gotike) - gotskega sloga. Najbolj značilno je dejstvo, da je v celoti zgrajena iz opeke. Značilen je tudi slog južne stene med oporniki. Vsak odsek je sestavljen iz visokogotskega koničastega oboka v obliki oslovskega hrbta z majhnim okencem rozeto na vrhu, spodaj pa lancetnim oknom. Prostori med oporniki ladje kažejo isti tip loka, v katerem je postavljeno visoko, ozko trolancetno okno. Ni nobene dekoracije, za katero velja, da je bila zavestna izbira, katere cilj je razlikovati to cerkev od zelo izpopolnjene gotike severne Francije .
Tudi ladja je služila kot model za razvoj južnofrancoske gotske arhitekture kot predstavitve zelo enotnega prostora. Vendar je bila postavitev z dvema ladjama, ena za menihe in druga za občestvo neprijetna in ni jo niso posnemali, medtem ko je bila izbira stebrov za podporo gotske obokane strehe. Vsak vitki steber s premerom le 1,4 metra in višino 22 metrov podpira osem reber obokanega stropa, šest stebrov pa razdeli ladjo na šest travej. Sedmi steber, ki nadaljuje isto linijo, podpira 22 reber obokanega stropa kora, znamenita palma. Velja za predhodnika kompleksnejših struktur poznejše gotike. 
- Slike
- Južnofrancoska gotika (13. stoletje)
- Križni hodnik (14. stoletje)
- Galerije v križnem hodniku
- Ladja s stebri (13. stoletje)
- Palma (13. stoletje)
- Relikviarij Tomaža Akvinskega
- Obokan strop
- Sklepnik
- TKapiteljska dvorana
- Kapela sv. Antonina
- Refektorij